# Johan Fredrik Ekersberg
Johan Fredrik Eckersberg (16. jun 1822 – 13. jul 1870) bio je norveški slikar na prelazu iz romanitzma u realizam koji je ostao poznat po svojim pejzažima.

## Biografija
Rođen je u Dramenu, Norveška. U mladosti je nekoliko godina proveo u Holandiji gde je zavoleo umetnost i ubrzo se, protivno očevoj želji, upisao u školu crtanja u Kristijaniji (danas Oslo). Vrlo brzo razvija svoj talenat za slikanje obučavajući se u školi crtanja Tegneskolen, kod Johanesa Flinta (1843-46). Dobio je vladinu stipendiju za mlade umetnike i otišao u Dizeldorf, gde je studirao pejzažno slikarstvo kod Johan Vilhelm Schirmera (1846-48).
Zajedno sa Hans Gudom i Augustom Kapelenom, Ekersberg je na leto 1946. godine otišao u Gudbrandsdalen. Dve godine kasnije se vraća u Oslo gde su njegova dela počela dobro da se prodaju. Međutim, zbog problema sa plućima je morao da se preseli u toplije krajeve tako da odlazi na portugalsko ostrvo Madeira.
Godine 1850. je postao član norveške Akademije umetnosti, koja ja najviša institucija te vrste u zemlji. Takođe je bio član borda nacionalne galerije i škole crtanja (1851-69), kao i član borda Umetničkog društva Osla od 1864. godine. Osnovao je umetničku školu u Lile Grensenu, Kristijanija 1859. godine. Brojni poznati slikari su pohađali ovu školu uključujući Gerhard Munta i Kristijana Skredsviga. Nakon njegove smrti, školu su nastavili da vode Morten Muler i Knud Bergslien.
Prilikom svakog dolaska u Norvešku nije propuštao priliku da obiđe razna bajkovita mesta u svojoj domovini koja je skicirao i iz kojih su nastala velika dela. Najproduktivniji je bio tokom 1860ih.

## Privatni zivot
Oženio se Laurom Martin Hansen 1850. godine. Dobio je zvanje viteza Svetog Olava 1870. godine da bi iste godine umro od tuberkuloze u Sandviku, blizu Kristijanije.

## Odabrana dela
- Fra Valle i Setesdal, 1852
- Jesus i Getsemane, 1854
- Brudeferd på Hardangerfjorden, 1865
- Norsk høyfjell, soloppgang, 1865
- Solnedgang på fjellet, 1865
- Fra Jotunheimen, 1866